# Up (videojuego)
Up es un videojuego basado en la película de Pixar del mismo nombre, que fue estrenado en Norteamérica el 26 de mayo de 2009.

## El juego de UP
El juego sigue la historia de la película, con algunos personajes como Carl, Russell o Dug, y camina por las selvas de América del Sur. Todos los personajes mencionados son jugables en el videojuego.

## Calificación
En PC, PS2, PSP, DS las versiones del juego han recibido una calificación de E, Caricatura y Violencia, mientras que la Wii, Xbox 360 y PS3 versiones tienen un E10+ de calificación por su violencia leve y sus dibujos.

## Recepción
Las versiones de PlayStation 3, Wii, Xbox 360 y PC recibieron revisiones "mixtas o promedio", mientras que la versión de DS recibió "críticas generalmente desfavorables", según el recopilador de reseñas Metacritic. En Japón, donde el juego fue portado para DS y Wii y publicado por E Frontier el 3 de diciembre de 2009, Famitsu le dio una puntuación de los cuatro sixes para la versión de DS, y tres sietes y uno seis para la versión de Wii.